# De Rotte
De Rotte is een Nederlands adellijk geslacht.

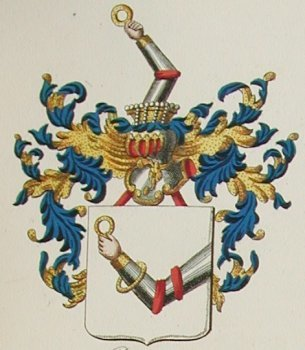
familiewapen De Rotte

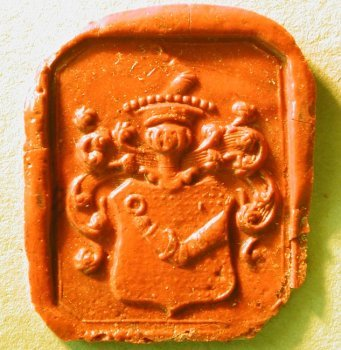
zegel familie De Rotte

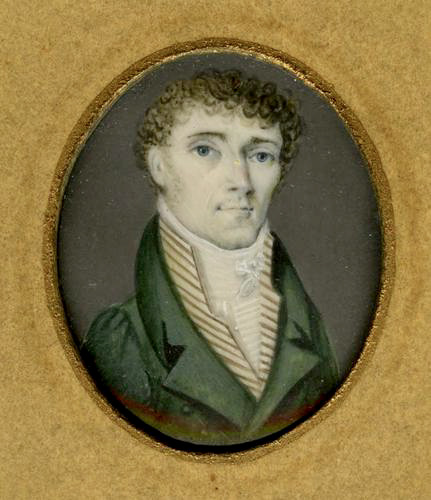
jhr. M.C.F.J. de Rotte, heer van Oudheusden, Hulten en Elshout (collectie Fries Museum).

## Adelserkenning
Bij Soeverein Besluit van 28 aug 1814 nr.14 werd Maurits Calixtus Franciscus Johannes de Rotte erkend als edele van Friesland; acte van bewijs 1 oktober 1816 (zie afbeelding). Bij K.B. d.d. 23 dec.1825, nr 122, werd jhr. Maurits Calixtus Franciscus Johannes de Rotte benoemd in de Ridderschap van Friesland (zie afbeelding).

## Wapen
(1816) In zilver een geharnaste arm van natuurlijke kleur, komend uit de linker schildrand, met een gouden manchet en twee rode banden bij de elleboog, houdend een gouden ring in de hand en met een gouden ring om de onderarm. Een halfaanziende helm; een met een parelsnoer omwonden kroon van elf parels; dekkleden: blauw en goud; helmteken: de arm van het schild, uitkomend, maar met een rode band bij de elleboog en alleen in de hand een gouden ring (oorsprong 18e eeuw).

## Stamreeks
1. Omstreeks 1520 werd te Gouda Frans Leendertsz (Rottevalle) geboren als zoon van ene Leendert. Hij trouwde met Margrieta Jansdr en zij kregen drie zoons: Leendert, Jan en Arien.
2. Leendert Fransz Rottevalle, geb.1541 te Gouda, kaars- en lontmaker en pachter der vlees- en korenaccijns, woonde in het huis 'Die Rottevalle' Turfmarkt 120, geh. met Rufgen Dircksdr van Crimpen en zij kregen eveneens drie zoons: Frans, Dirck en Albert.
3. Frans Leendertsz Rottevalle, geb.1564 te Gouda,  kaars- en lontmaker en pachter der vlees- en korenaccijns, woonde eveneens in het huis 'Die Rottevalle', geh. met Volckgen Crijnendr Melcker Zij kregen zeven kinderen.
4. Gerrit Rottevalle (de Rotte), geb. omstreeks 1608 te Gouda, geh. met Johanna Goudenberg, zij kregen twee zoons: Johannes en François.
5. François de Rotte, heer van Arckele en schout van Haastrecht, geb. 1651 te Gouda, geh.1e met Anna van Angeren van Putten (waaruit 1 zoon: Gerardus, R.K. priester) en 2e met Maria van Werckhoven (waaruit 1 zoon: Hugo)
6. Hugo de Rotte, medicine doctor, geh. met Catharina van de Laen. Zij kregen drie kinderen: Franciscus, Gerardus, Anna.
7. Mr. Franciscus Gerardus de Rotte, heer van Malsenburg en Arckele, geb. 1711 te Alkmaar, jurist, geh. met Anna van Heerma de Holwinde, zij kregen 6 kinderen en woonden te Wageningen h.Rust en Burg en nadien te Netterden h.Woldenburg.
8. Johannes Theodorus Franciscus de Rotte, heer van Malsenburg, geb.1744 huis Rust en Burg te Wageningen, majoor ten dienste van de Bataafse Republiek, geh.met Everarda Johanna Maria barones van Asbeck zu Bergen und Munsterhausen. Woonde op de Tjaardastate te Rinsumageest.
9. Jhr. Maurits Calixtus Franciscus Johannes de Rotte, heer van Oudheusden, Elshout en Hulten, geb. 1788 te Rinsumageest, maire/schout van Rinsumageest, erkend onder de edelen van Friesland (1814) en lid van de Ridderschap van Friesland (1825), lid Prov.State van Friesland, lid grietenijbestuur Dantumadeel. Geh. 1e met jkvr. Tateka Alberda van Ekenstein (waaruit 8 kinderen) en 2e met Geertruida (Gertje) Gatsonides (waaruit 5 kinderen). Woonde op de Tjaardastate te Rinsumageest en vervolgens h.Rusthoven onder Gouderak.
10. Jhr. IJsbrand Gerardus de Rotte, geb. h.Rusthoven te Gouderak 1836, officier van gezondheid 1e klasse, geh. met Susanna Augusta van Romondt waaruit 4 kinderen.
11. Jhr. August A.G.C. de Rotte, geb. Nijmegen 1865, assuradeur en inspecteur Utrechtse Levensverzekeringsmaatschappij. Dir. Exploitatie maatschappij van Zoutmeren op St.Maarten. Geh. 1e met A. Boer (waaruit 3 kinderen) en 2e met Alida M. Huidekoper (waaruit een tweeling jongens 12. en 13.)
12. 12b. Jhr. Frans Gerard de Rotte, (R.O.N.), geb. 1911, geh. met Maggy van Gurp; planter en administrateur rubberonderneming Java, Ned.Indië; referendaris min. Verkeer en Waterstaat. Zij kregen 2 kinderen.  Overleden 1991 's-Gravanhage.
13. 12c. Jhr. Pieter IJsbrand de Rotte, (R.O.N.; officier Witte Roos van Finland; ridder J.O.), geb.1911, geh. met Margaretha Paauw; planter rubber en kina, Java, Ned. Indië. Sales Manager KLM Beirut en Helsinki. Zij kregen 2 kinderen. Overleden 1989 Haarlem.

## Afbeeldingen

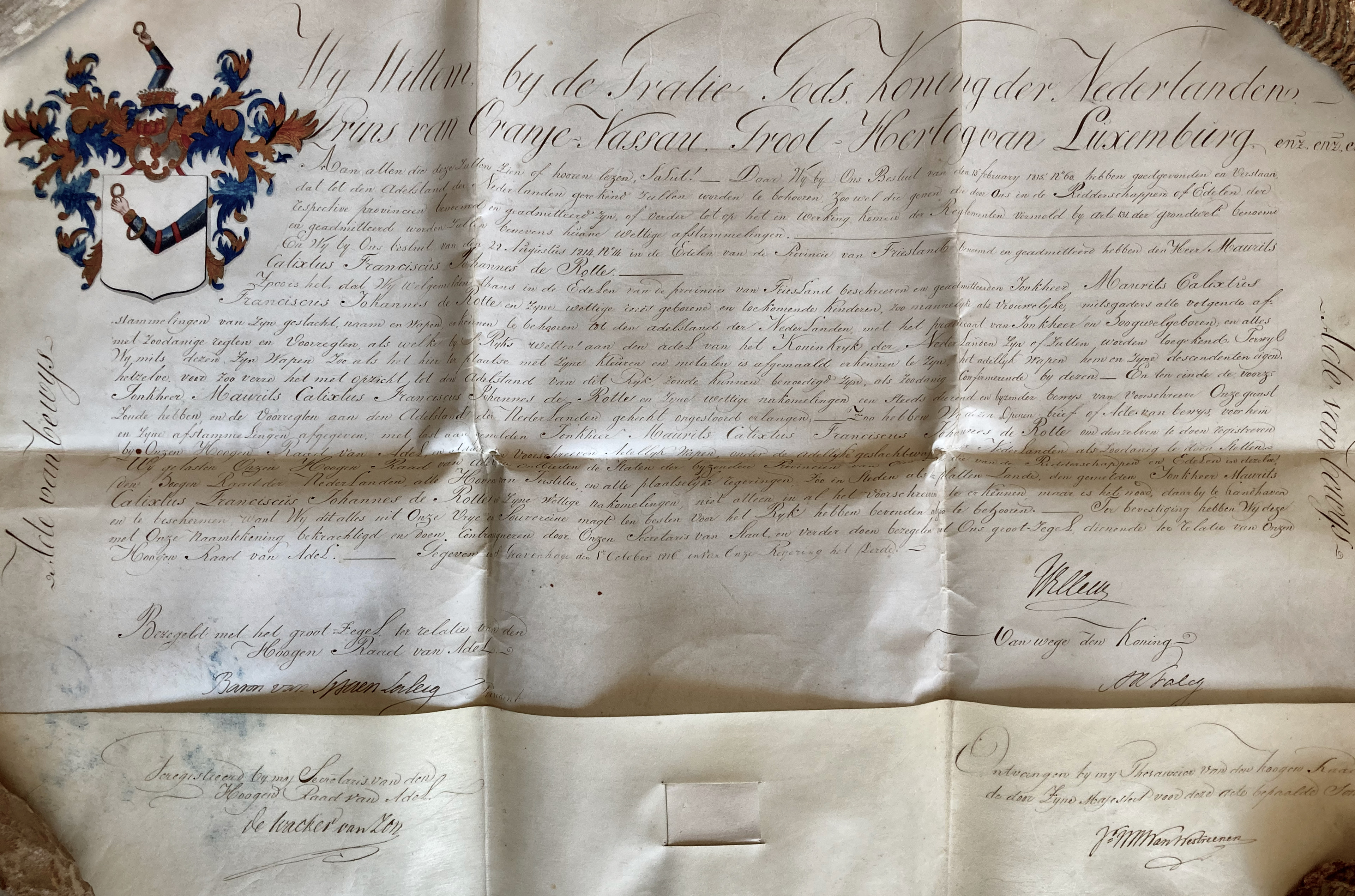
acte van bewijs 1 october 1816 (familiearchief de Rotte)

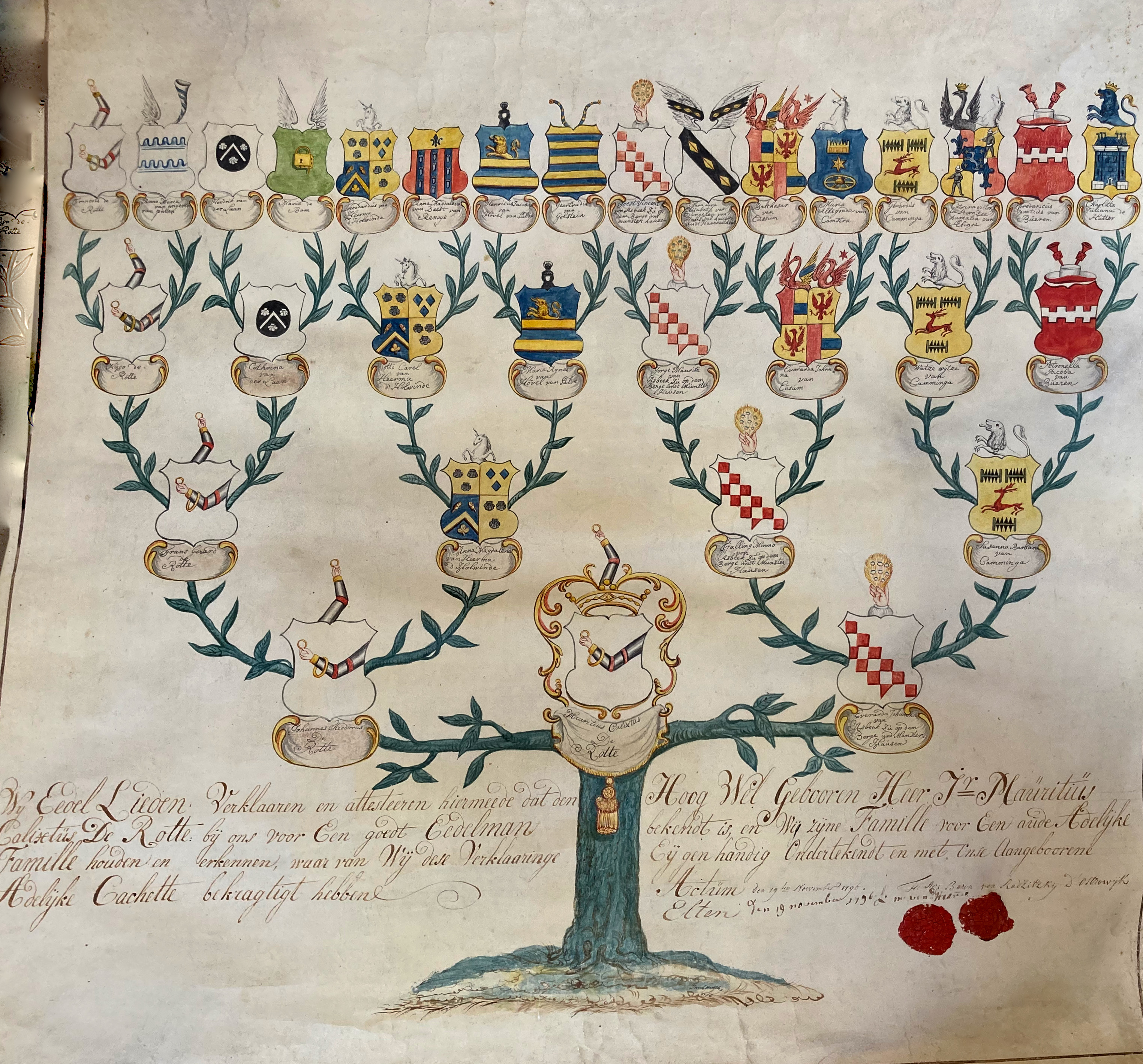
acte met kwartierstaat van jhr. M.C.F.J. de Rotte (familiearchief de Rotte).